# 17-й гвардейский пушечный артиллерийский полк (2-го формирования)
Не следует путать с 17-м гвардейским пушечным артиллерийским полком формирования апреля 1942 года
17-й гвардейский пушечный артиллерийский полк — воинское подразделение вооружённых сил СССР в Великой Отечественной войне.

## История
Полк сформирован путём выделения 1-го артиллерийского дивизиона 460-го истребительно-противотанкового артиллерийского полка и на базе 239-го гвардейского артиллерийского полка 98-й гвардейской стрелковой дивизии в начале 1945 года.
В составе действующей армии с 21.02.1945 по 11.05.1945 года.
- О боевом пути полка смотри статью 53-я гвардейская дивизионная артиллерийская бригада
- О боевом пути полка смотри статью 98-я гвардейская стрелковая дивизия

## Полное наименование
- 17-й гвардейский пушечный артиллерийский Свирский ордена Богдана Хмельницкого полк

## Подчинение
| Дата            | Фронт (округ)        | Армия                 | Корпус                             | Дивизия                             | Бригада                                             | Примечания |
| --------------- | -------------------- | --------------------- | ---------------------------------- | ----------------------------------- | --------------------------------------------------- | ---------- |
| 01.03.1945 года | 2-й Украинский фронт | 9-я гвардейская армия | 37-й гвардейский стрелковый корпус | 98-я гвардейская стрелковая дивизия | 53-я гвардейская дивизионная артиллерийская бригада | -          |
| 01.04.1945 года | 3-й Украинский фронт | 9-я гвардейская армия | 37-й гвардейский стрелковый корпус | 98-я гвардейская стрелковая дивизия | 53-я гвардейская дивизионная артиллерийская бригада | -          |
| 01.05.1945 года | 3-й Украинский фронт | 9-я гвардейская армия | 37-й гвардейский стрелковый корпус | 98-я гвардейская стрелковая дивизия | 53-я гвардейская дивизионная артиллерийская бригада | -          |

## Награды и наименования
| Награда (наименование)                | Дата | За что получена    |
| ------------------------------------- | ---- | ------------------ |
| Свирский                              |      | по преемственности |
| Орден Богдана Хмельницкого II степени | ?    | ?                  |